# Fridsdal
Fridsdal är en bebyggelse på södra delen av Oxhalsö i Blidö socken i Norrtälje kommun. 2015 avgränsade SCB här en småort. Vid 2018 år avgränsning räknas den som en del av tätorten Oxhalsö.  